# Castro del Río (kommunhuvudort)
Castro del Río är en kommunhuvudort i Spanien.   Den ligger i provinsen Province of Córdoba och regionen Andalusien, i den södra delen av landet, 300 km söder om huvudstaden Madrid. Castro del Río ligger 231 meter över havet och antalet invånare är 8 065.
Terrängen runt Castro del Río är platt åt nordväst, men åt sydost är den kuperad. Runt Castro del Río är det ganska tätbefolkat, med 58 invånare per kvadratkilometer. Närmaste större samhälle är Montilla, 18,1 km sydväst om Castro del Río. Trakten runt Castro del Río består till största delen av jordbruksmark.